# La saison française
La saison française is een nummer van de Volendamse band BZN uit 1984.
Het lied heeft een klassiek getint karakter en werd uitgebracht als tweede single van het album Reflections. Het was na If I say the words ook de tweede single met Carola Smit als zangeres.
La saison française stond zeven weken in de Nederlandse Top 40, waar het de twaalfde plaats behaalde. Hiermee kwam een einde aan een reeks van tien opeenvolgende top 10-hits voor BZN. In de Single Top 100 werd met een achtste plaats echter wel een top 10-notering behaald.

## Hitnoteringen

### Nederlandse Top 40
| Hitnotering: 22-09-1984 t/m 03-11-1984 | Hitnotering: 22-09-1984 t/m 03-11-1984 | Hitnotering: 22-09-1984 t/m 03-11-1984 | Hitnotering: 22-09-1984 t/m 03-11-1984 | Hitnotering: 22-09-1984 t/m 03-11-1984 | Hitnotering: 22-09-1984 t/m 03-11-1984 | Hitnotering: 22-09-1984 t/m 03-11-1984 | Hitnotering: 22-09-1984 t/m 03-11-1984 | Hitnotering: 22-09-1984 t/m 03-11-1984 |
| Week:                                  | 1                                      | 2                                      | 3                                      | 4                                      | 5                                      | 6                                      | 7                                      |                                        |
| -------------------------------------- | -------------------------------------- | -------------------------------------- | -------------------------------------- | -------------------------------------- | -------------------------------------- | -------------------------------------- | -------------------------------------- | -------------------------------------- |
| Positie:                               | 34                                     | 20                                     | 14                                     | 12                                     | 15                                     | 19                                     | 30                                     | uit                                    |

### NederlandseSingle Top 100
| Hitnotering: 29-09-1984 t/m 17-11-1984 | Hitnotering: 29-09-1984 t/m 17-11-1984 | Hitnotering: 29-09-1984 t/m 17-11-1984 | Hitnotering: 29-09-1984 t/m 17-11-1984 | Hitnotering: 29-09-1984 t/m 17-11-1984 | Hitnotering: 29-09-1984 t/m 17-11-1984 | Hitnotering: 29-09-1984 t/m 17-11-1984 | Hitnotering: 29-09-1984 t/m 17-11-1984 | Hitnotering: 29-09-1984 t/m 17-11-1984 | Hitnotering: 29-09-1984 t/m 17-11-1984 |
| Week:                                  | 1                                      | 2                                      | 3                                      | 4                                      | 5                                      | 6                                      | 7                                      | 8                                      |                                        |
| -------------------------------------- | -------------------------------------- | -------------------------------------- | -------------------------------------- | -------------------------------------- | -------------------------------------- | -------------------------------------- | -------------------------------------- | -------------------------------------- | -------------------------------------- |
| Positie:                               | 14                                     | 8                                      | 11                                     | 12                                     | 16                                     | 28                                     | 34                                     | 35                                     | uit                                    |